# Gentse tram
De Gentse stadstram wordt sinds 1991 geëxploiteerd door de Vlaamse Vervoermaatschappij "De Lijn". Voordien werd de Gentse tram geëxploiteerd door de Maatschappij voor het Intercommunaal Vervoer te Gent (MIVG). De MIVG is samen met het Vlaamse deel van de NMVB en de Antwerpse MIVA gefuseerd tot de Vlaamse Vervoermaatschappij "De Lijn".
Het tramnet omvat vier lijnen (T1, T2, T3 en T4) naar de deelgemeenten en aanpalende gemeenten van de stad (Evergem en Melle). De lijnen T3 en T4 kennen verschillende korttrajectdiensten die alleen rijden wanneer ze de stelplaats in Gentbrugge moeten in- of uitrijden. De totale lengte van het net bedraagt ongeveer 30 km.
De spoorwijdte bedraagt 1000 mm, de bovenleidingspanning 600 volt gelijkstroom en het tramnet is alleen geschikt voor tweerichtingstrams. Voor de komst van de PCC-cars in de jaren zeventig namen Gentse trams hun stroom af met een lyrabeugel. Nadien werd de pantograaf ingevoerd.

## Geschiedenis stadstram
De eerste paardentram verscheen in 1874 in de Gentse straten, en reed tussen de Korenmarkt en de Zuidstatie. Er waren 43 rijtuigen, waarvan 14 open en 29 gesloten. Het bedrijf had ongeveer honderd paarden in dienst. De uitbater van het paardentramnet was Les Tramways de ville de Gand, die tot 1897 bleef bestaan. Naast het stadsnet kwam het eveneens metersporige regionale buurtspoornet van de buurtspoorwegen tot ontwikkeling. De eerste buurtspoorweglijn tussen het Rabot en Zomergem met stoomtractie werd op 23 november 1886 geopend. (Zie het hoofdstuk Buurtspoorweg.)
Op 13 augustus 1897 werden de concessies voor het stadstramnet overgedragen aan twee maatschappijen: Société Anonyme des Railways Economiques de Liège-Seraing et Extensions, kortweg RELSE en Compagnie Générale des Railways à voie étroite. Beide maatschappijen maakten deel uit van de holding van baron Empain.
Op 4 januari 1898 richtten beide bedrijven de groep SA des Tramways Electriques de Gand (TEG) op om de paardentram te vervangen door de accutram, die weliswaar elektrisch aangedreven wordt, maar geen bovenleiding nodig heeft. De maatschappij was ook bekend onder de Nederlandse naam, Elektrische Tramwegen van Gent (ETG).
De accutrams hadden een vermogen van 25 pk en reden op zeven ex-paardentramlijnen. Ieder rijtuig had 45 plaatsen. De maximumsnelheid bedroeg 12 km/h, niet omdat er technisch geen hogere snelheid mogelijk was, maar omdat de concessievoorwaarden die niet toestonden. Voor het opladen van accu's werd een speciale elektriciteitscentrale met een vermogen van 600 kW gebouwd.
De accutrams vertoonden veel gebreken, zodat in 1903 werd besloten bovenleidingen te gaan gebruiken. Vanaf 1904 reden alle ETG-trams onder de rijdraad met een trolleystang.

### Lijnennet 1906

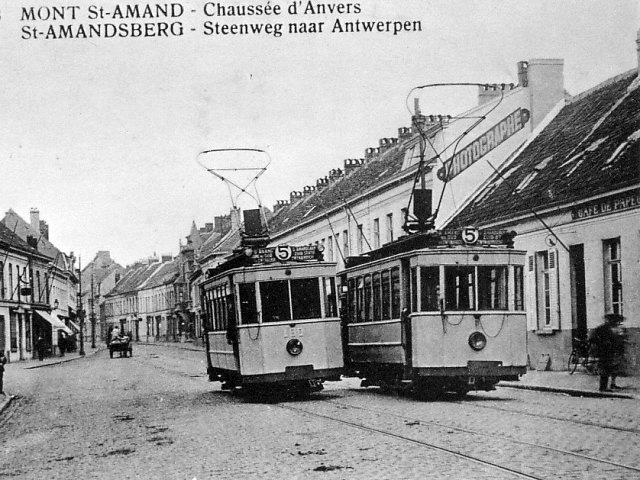
Twee trams van lijn 5 op de Antwerpsesteenweg.

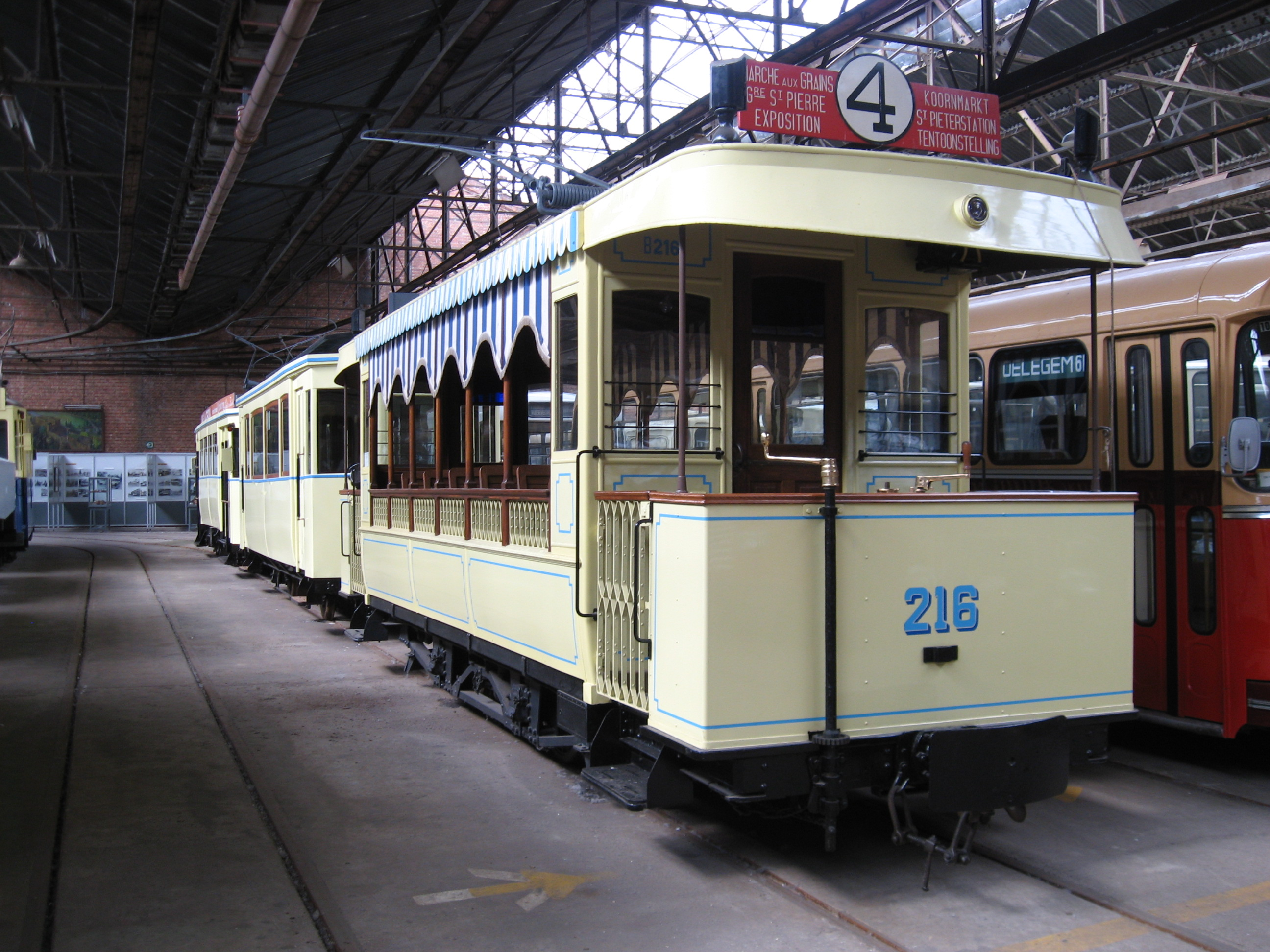
Motorwagen 216 uit de begintijd van de Gentse tram in het Vlaams Tram- en Autobusmuseum.

Vanaf 22 januari 1906 kreeg elke lijn een nummer op een bord in een bepaalde kleur. Op het bord stond de bestemming in beide landstalen weergegeven (ten tijde van de paardentram waren de borden vaak alleen nog in het Frans). Er bestonden toen 6 lijnen:
| Lijnnummer | Kleur bord | Traject                                        |
| ---------- | ---------- | ---------------------------------------------- |
| 1          | blauw      | Gasmeterlaan – Arsenaal                        |
| 2          | wit        | Sassepoort – Stelplaats                        |
| 2          | wit        | Muide – Meulestede                             |
| 3          | geel       | Brugse Poort – Dampoort                        |
| 4          | rood       | Sint-Jacobs – Sint-Pietersstation – Korenmarkt |
| 5          | groen      | Sint-Amandsberg – Zuidstation                  |

### Aanpassingen lijnennet 1906-1932
- Vanaf zondag 21 oktober 1906 reden na het eindigen van schouwburgvoorstellingen extra trams naar Ledeberg, het Zuidstation, het Sint-Pietersstation, de Heuvelpoort, het Rabot, de Heuvelpoort, de Antwerpsepoort en de Korenmarkt. Wanneer dit werd afgeschaft is onbekend.
- Op 9 november 1907 reed tram 3 voor het eerst van Korenmarkt langs de Cataloniëstraat en de Botermarkt naar Sint-Jacobs. Voorheen gebeurde dat via de Lange Munt en de Vrijdagmarkt.
- Op 14 december 1910 reed tram 3 voor de eerste keer tot aan de Rooigemlaan (verlengd vanaf de Sint-Jan Baptistkerk).
- Vanaf 20 februari 1913 reed de lijn Muide – Meulestede met het nummer 6 en vanaf 13 maart van hetzelfde jaar reed tram 7 het traject Stapelplaats – De Sterre. Tram 5 reed vanaf toen het traject Antwerpsesteenweg – Zuid – Zwijnaardsesteenweg (ter hoogte van de Elfjulistraat).
- Vanaf 10 januari 1914 reed lijn 2 van de Zonnestraat naar het Arsenaal en lijn 4 van De Sterre naar de Muide via het Sint-Pietersstation en de Korenmarkt.
- In een Duitse Reise-Führer stonden in 1916 de volgende lijnen vermeld:

| Lijn | Traject                                                                      |
| ---- | ---------------------------------------------------------------------------- |
| 1    | Arsenaal – Sint-Lievensbrug – Gent-Zuid – Korenmarkt – Rabot                 |
| 2    | Arsenaal – Van Arteveldeplaats – Gent-Zuid – Kouter – Zonnestraat            |
| 3    | Brugse Poort – Korenmarkt – Sint-Jacobs – Dampoort                           |
| 4    | Sassepoort – Korenmarkt – Sint-Pietersstation – De Sterre (het paardendepot) |
| 5    | Antwerpsesteenweg – Dampoort – Gent-Zuid – Heuvelpoort – Zwijnaardsesteenweg |
| 6    | Sassepoort – Meulestede                                                      |
| 7    | Stapelplaats – Sint-Jacobs – Gent-Zuid – Heuvelpoort – Sint-Pietersstation   |
| 10   | Arsenaal – Melle                                                             |
| –    | Gent-Zuid – Ledeberg – Merelbeke                                             |

- In de herfst van 1919 werd op alle lijnen de trolley vervangen door de sleepbeugel, een betere manier van stroomafname.
- Op 28 november 1920 werd lijn 2 verlengd tot aan de Coupure.
- Lijn 8 ontstond in april 1922 op het traject Sint-Pietersstation – De Sterre.
- Op 16 juli 1922 werden de noordelijke takken van de lijnen 5 en 7 verwisseld ter hoogte van het Zuid-Station: lijn 5 reed toen van de Stapelplaats naar de Zwijnaardsesteenweg en lijn 7 van het Sint-Pietersstation naar Sint-Amandsberg.
- Vanaf 14 april 1923 reed tram 3 tot het Zandeken (Claeysplein) in Mariakerke.
- Op 9 december 1923 werd lijn 8 verlengd tot vlak voor de Coupure op het einde van de Bernard Spaelaan.
- Vanaf 14 september 1924 reed tram 3 tot Gentbruggebrug in Sint-Amandsberg via het Heirnisplein.
- Op 21 december 1925 was de nieuwe Rozemarijnbrug klaar voor de tram. Lijn 8 werd afgeschaft en tram 2 reed nu het traject Sterre – Sint-Pietersstation – Arsenaal.
- Vanaf 10 juli 1926 reed tram 1 tot het Van Beverenplein (verlengd vanaf de Gasmeterlaan).
- Op 12 augustus 1928 werd lijn 8 Sterre – Sint-Pietersstation herboren, lijn 2 werd beperkt tot het station.
- Vanaf 10 april 1929 reed tram 5 langs de Priesterstraat (nu Doornzelestraat) en het Heilig Kerst naar de Muide.
- Lijn 9 ontstond door de sluiting van het Zuidstation op 7 oktober 1928 op het traject Sint-Pietersstation – Hoveniersstraat. Vanaf 16 januari 1929 reed de tram door naar het Arsenaal.
- Vanaf 16 april 1930 reed tram 9 naar het Rabot via de Coupure Rechts en de Begijnhoflaan.
- Vanaf 26 juli 1931 reed tram 5 verder tot het Rerum Novarumplein, als eindhalte werd Zwijnaarde vermeld.
- Vanaf 5 september 1931 reed tram 1 tot Moscou.
- Vanaf 1932 reed tram 7 tot onder het spoorwegviaduct aan de Motorstraat. De eindhalte heette Darsen.
- Van 3 januari 1932 tot 15 november 1933 en vanaf oktober 1940 werd het traject Sint-Pietersstation – Muide aangeduid met het nummer 10.

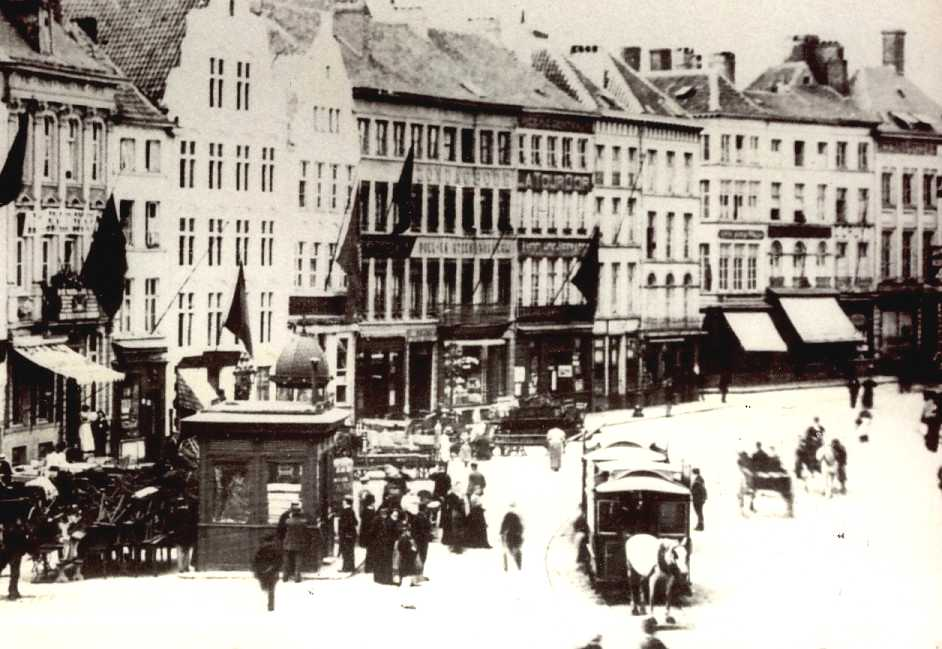
Paardentram op de Korenmarkt, 19e eeuw.
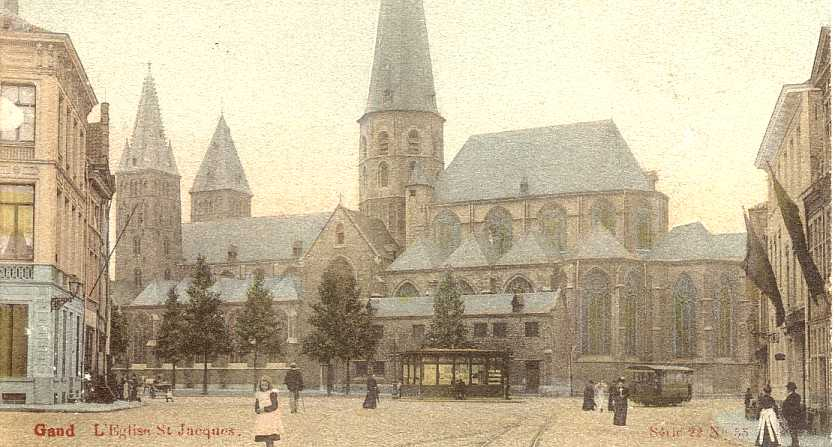
Accumulatortram op Sint-Jacobs rond 1900.
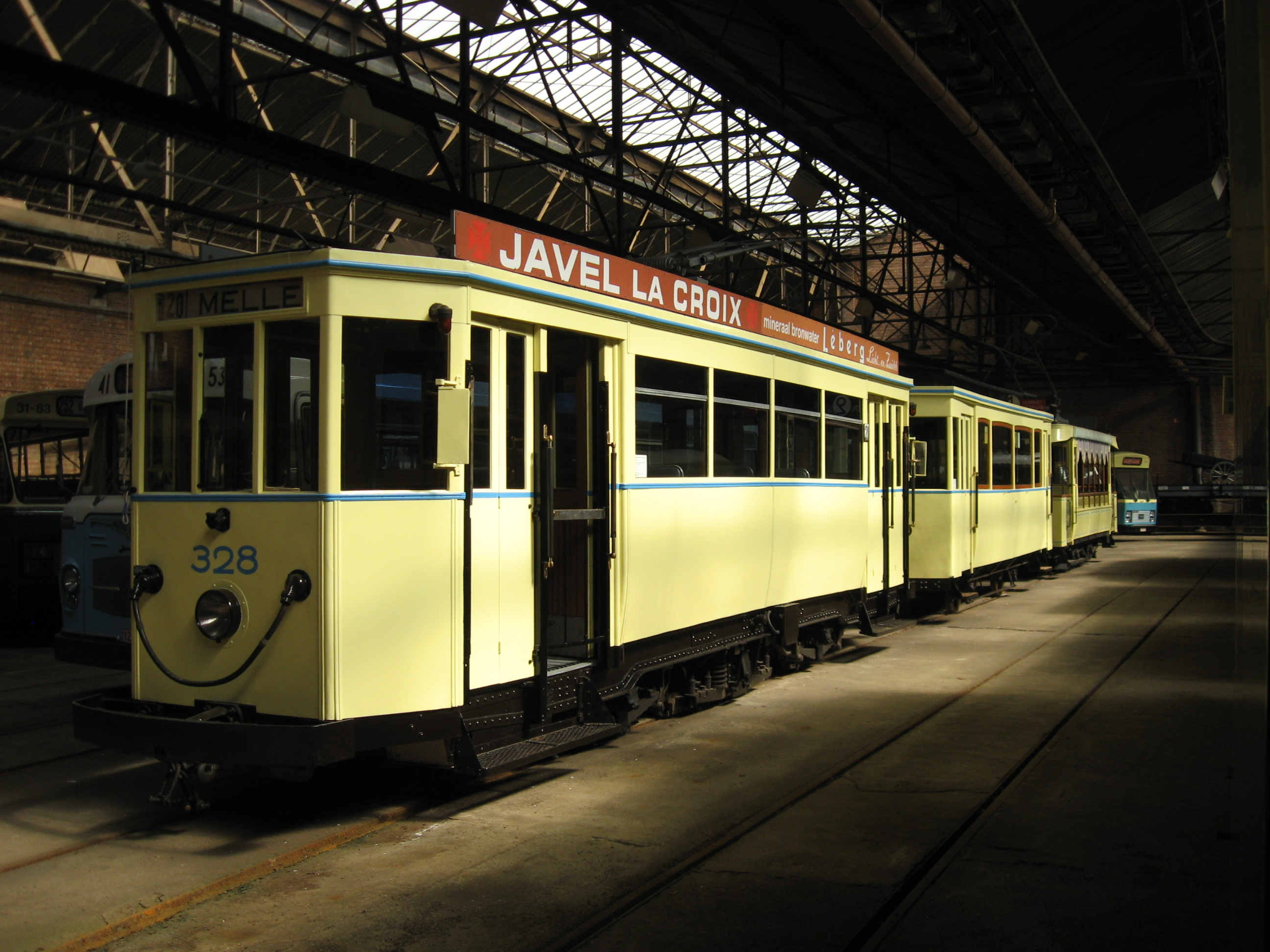
Oude Gentse elektrische tram in het Vlaams Tram- en Autobusmuseum.

### Afschaffing tramlijnen (1962-1973)
| Lijn | Afgeschaft                                   | Vervangen door bus ? |
| ---- | -------------------------------------------- | --- |
| 1    | -----                                        | ----- |
| 2    | 1972-2017 gesplitst in 21/22                 | Heropend bij verlenging lijn 2 tot Zwijnaarde                                                                               |
| 3    | 30 november 1969                             | Ja door bus 30/31 en tussen 1989 en 2009 als trolleybus 3                                                                   |
| 4    | -----                                        | ----- |
| 5    | mei 1965                                     | Ja en verlengd |
| 6    | 31 december 1962                             | Ja en verlengd |
| 7    | 1 juli 1964                                  | Ondertussen ook al afgeschaft                                                                                               |
| 8    | 19 augustus 1962                             | Op een ander traject tussen zondag 5 april 2009 en zaterdag 31 juli 2010 en een ander traject vanaf zondag 6 november 2016. |
| 9    | 13 september 1963                            | Ja en verlengd |
| 10   | Vanaf 29 september 1986 verknoopt met lijn 4 | ----- |
| 20   | 31 december 1973                             | Gedeeltelijk heropend met de verlenging van lijn 21                                                                         |

### Evolutie tramnet 1961-2010

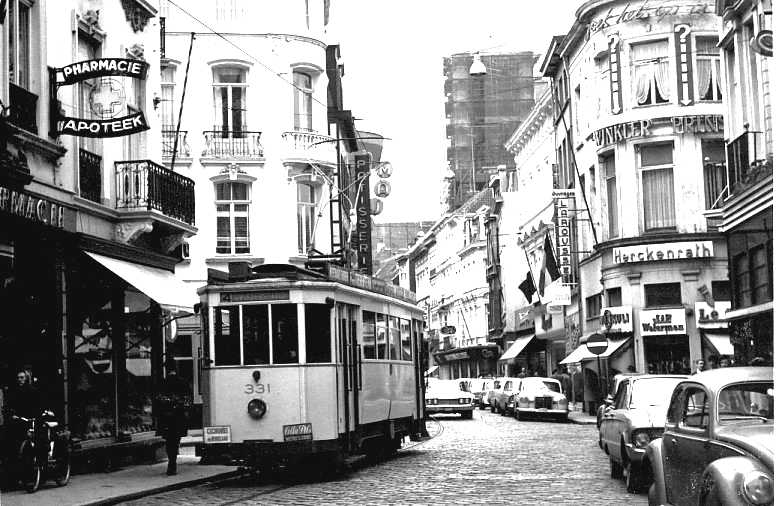
Motorwagen 331 op lijn 4 in de Veldstraat; jaren zestig.

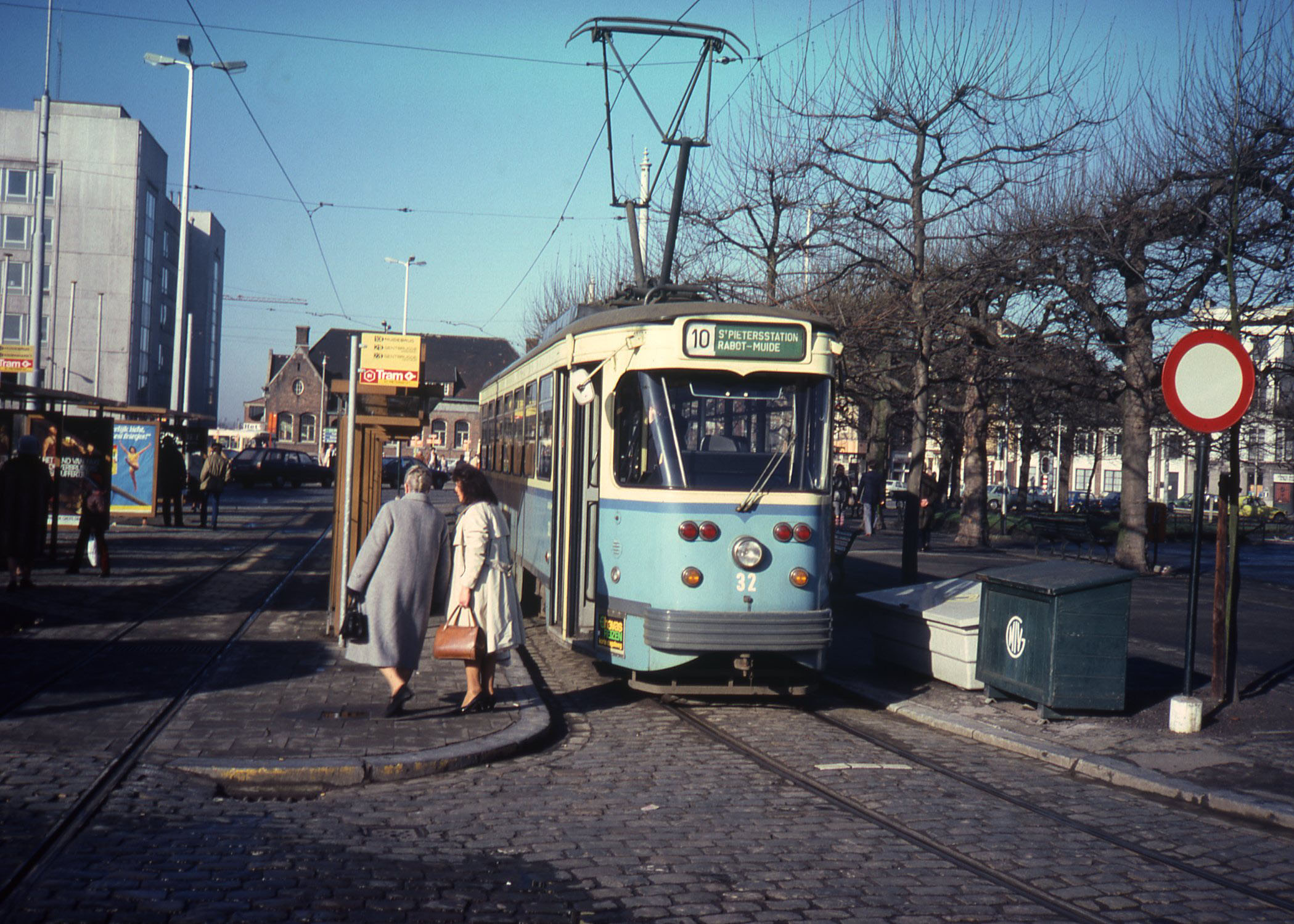
PCC-car op tramlijn 10 op de keerlus bij het Sint-Pietersstation; maart 1982.

Op 29 maart 1961 werd de ETG opgevolgd door de MIVG (Maatschappij voor Intercommunaal vervoer te Gent). Sinds 1991 is de Vlaamse Vervoermaatschappij De Lijn de exploitant van het stadsvervoer in Gent. Op 12 september 2004 werd het eeuwfeest van de Gentse elektrische tram gevierd.
Aan het begin van de jaren zestig had de Gentse tram de lijnen 1 t/m 10 en 20. Een decennium later waren daar nog de lijnen 1, 2, 4 en 10 van over, de overige waren door busdiensten vervangen. Lijn 3 werd ook verbust en was tussen 1989 en 2009 een trolleybus en sindsdien opnieuw een buslijn. Lijn 2 werd opgesplitst in 21/22, lijn 10 werd een deel van lijn 4, zodat er nu officieel nog vier lijnen over zijn, waarvan de lijnen 21 en 22 alleen door de eindtrajecten van elkaar verschilden.
- Op 14 maart 1962 beschikte de MIVG over 110 trams en 21 autobussen.
- In 1971 kwamen nieuwe PCC-trams in gebruik, nieuwe trams waren niet meer aangekocht sinds 1913. De nieuwe voertuigen kwamen in gebruik op 1 mei 1971 op lijn 4, op 2 november 1971 op lijn 1, op 4 december 1972 op lijn 2 en ten slotte op 8 februari 1974 op lijn 10.
- Op 31 augustus 1982 werd tram 1 verlengd tot de Botestraat, op 30 oktober 1982 tot de Liefkensbrug, op 25 februari 1984 tot de Industrieweg in Wondelgem en op 25 maart 1989 tot Evergem Brielken.
- Op 2 juli 1984 werden de trajecten van lijn 1 en lijn 4 gedeeltelijk gewisseld ter hoogte van de Korenmarkt. Lijn 1 werd Wondelgem Industrieweg – Sint-Pietersstation en lijn 4 Muide – Moscou.
- Op 29 september 1986 werden lijn 10 (Sint-Pietersstation – Muide) en lijn 4 verknoopt tot lijn 40 (Sint-Pietersstation – Muide – Moscou).
- Op 1 september 1993 werd lijn 21 verlengd tot Melle Leeuw.
- In 1999 zijn de lijnen 21/22 verlengd van het Sint-Pietersstation naar Zwijnaardebrug.
- Op 14 maart 2000 verschenen de eerste nieuwe HermeLijntrams voor de reizigers, voordien was hij al enkele maanden te zien bij testritten. De HermeLijn is een vijfdubbelgelede lagevloertram, hetgeen het opstappen met kinderwagens en rolstoelen vereenvoudigt. Ze hebben ook een veel grotere capaciteit.
- Op 1 september 2004 werd lijn 1 verlengd van het Sint-Pietersstation tot aan het bedrijvencentrum Maaltecenter en op 15 april 2005 tot aan Flanders Expo. In 2004 werden ook de lijnnummers van de 1-as en de 4-as vereenvoudigd.
- In 2010 werd tramlijn 22 met twee haltes ingekort op de antenne naar Gentbrugge. De nieuwe eindhalte werd Gentbrugge Braemkasteel (Dienstencentrum).

| Lijn | Traject                                                                                             |
| ---- | --------------------------------------------------------------------------------------------------- |
|      | Flanders Expo – Sint-Pietersstation – Kouter – Korenmarkt – Rabot – Evergem Brielken                |
|      | Sint-Pietersstation – Rozemarijnbrug – Rabot – Muidebrug – Korenmarkt – Zuid – Gentbrugge Moscou    |
|      | Zwijnaardebrug – Sint-Pietersstation – Rozemarijnbrug – Kouter – Zuid – Melle Leeuw                 |
|      | Zwijnaardebrug – Sint-Pietersstation – Rozemarijnbrug – Kouter – Zuid – Gentbrugge Boswachterstraat |

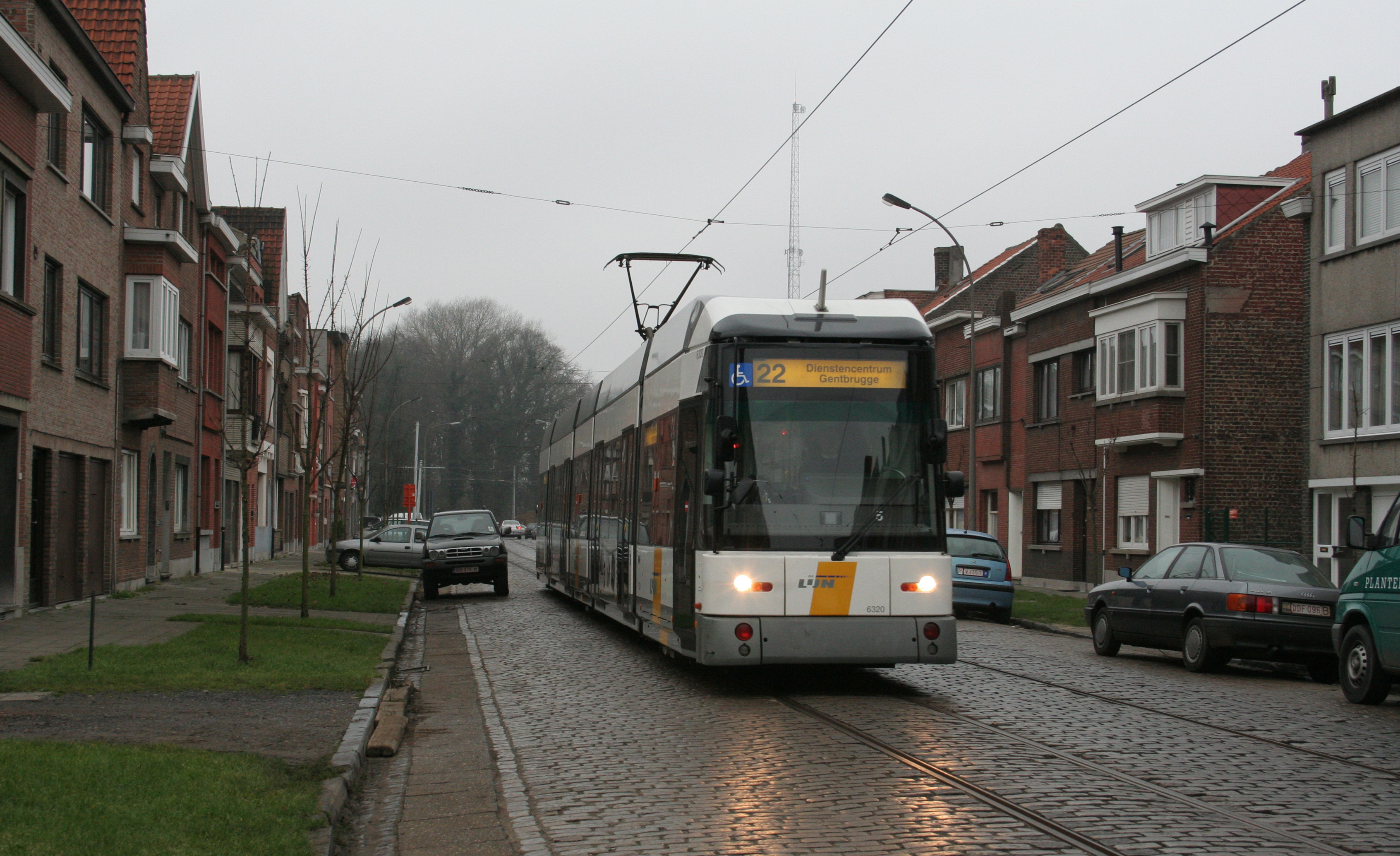
Een lagevloertram in Gent.
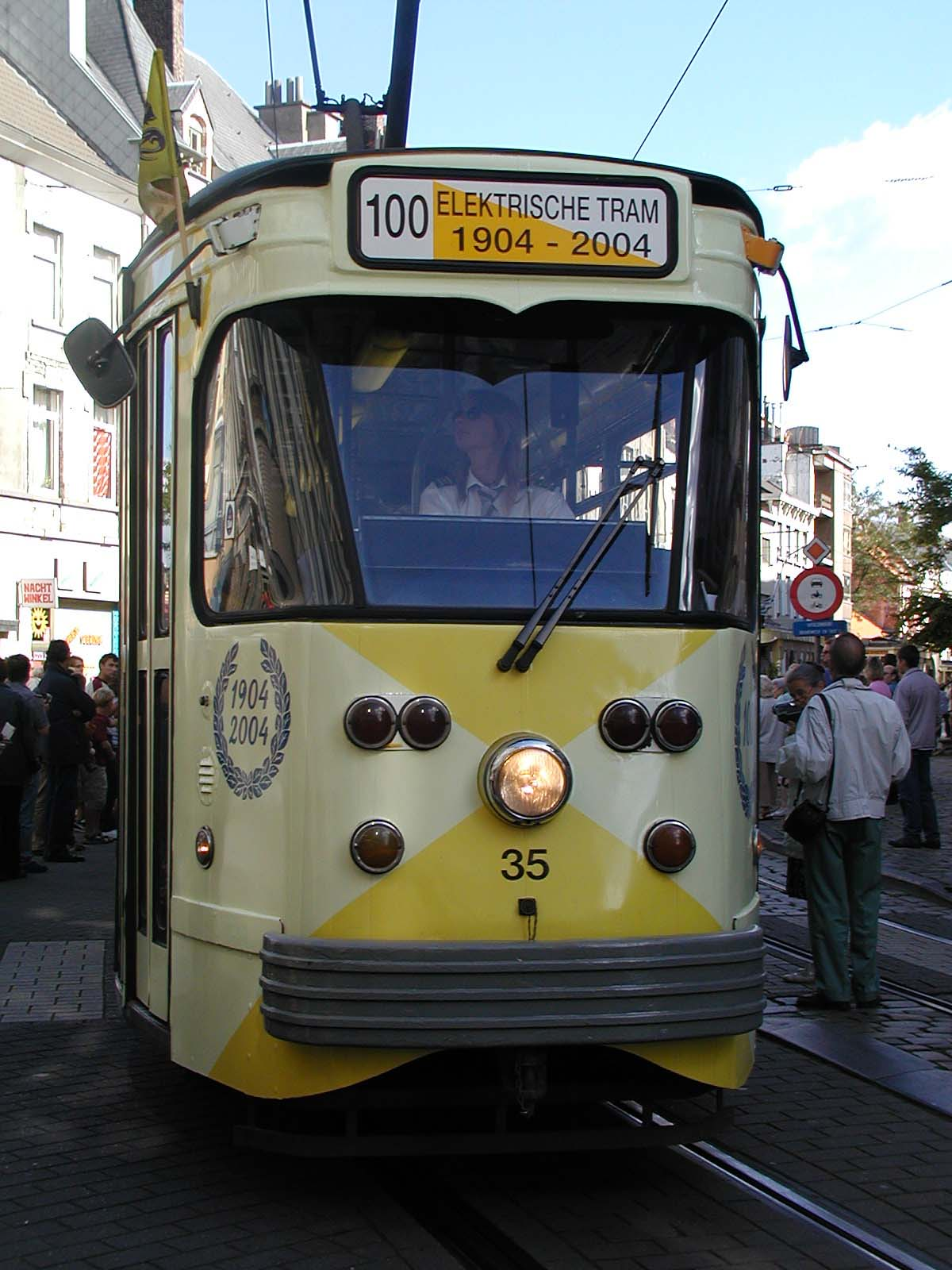
PCC met aanduiding 100 jaar Gentse tram.
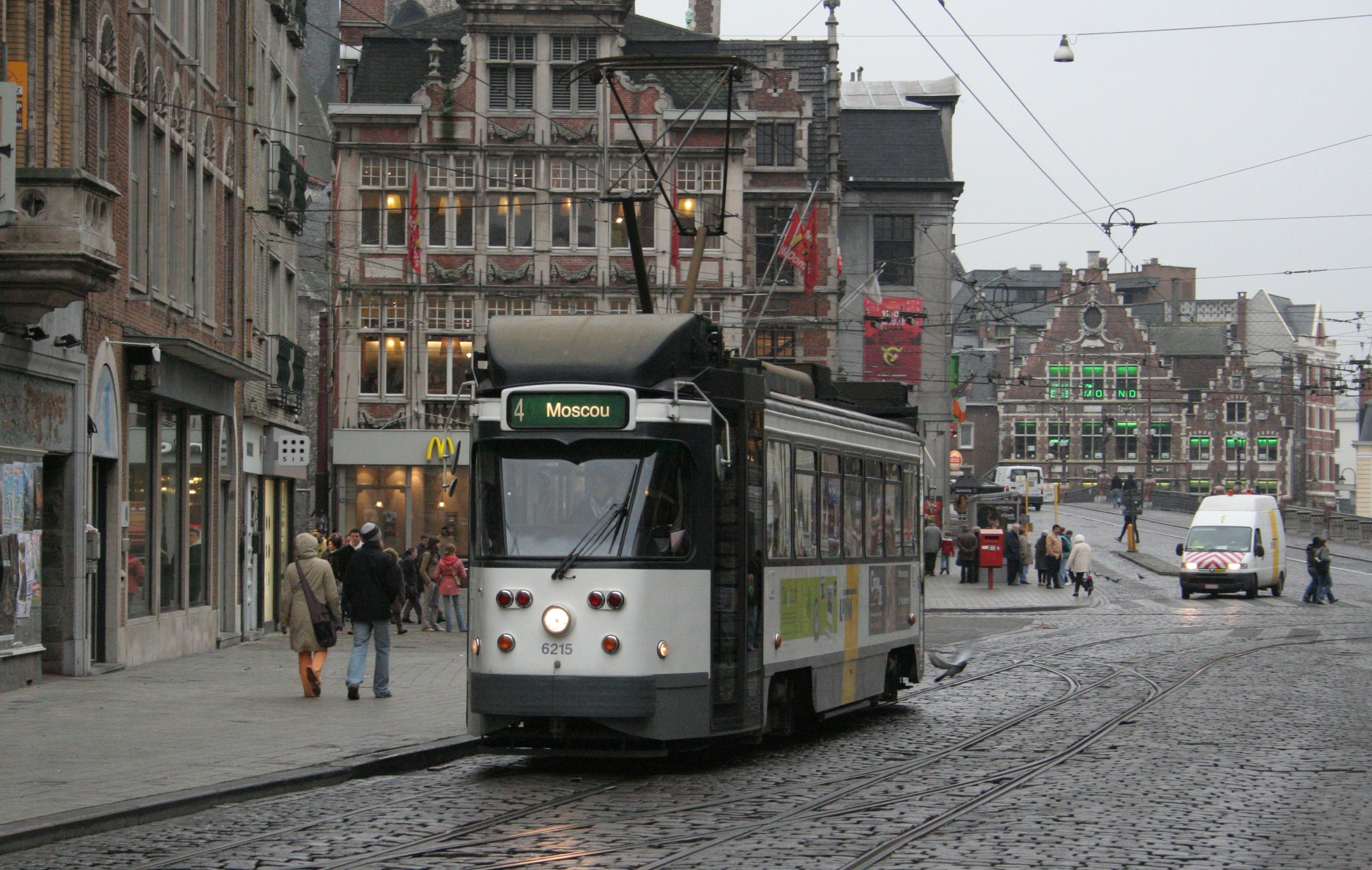
Gentse PCC-car op de Korenmarkt.
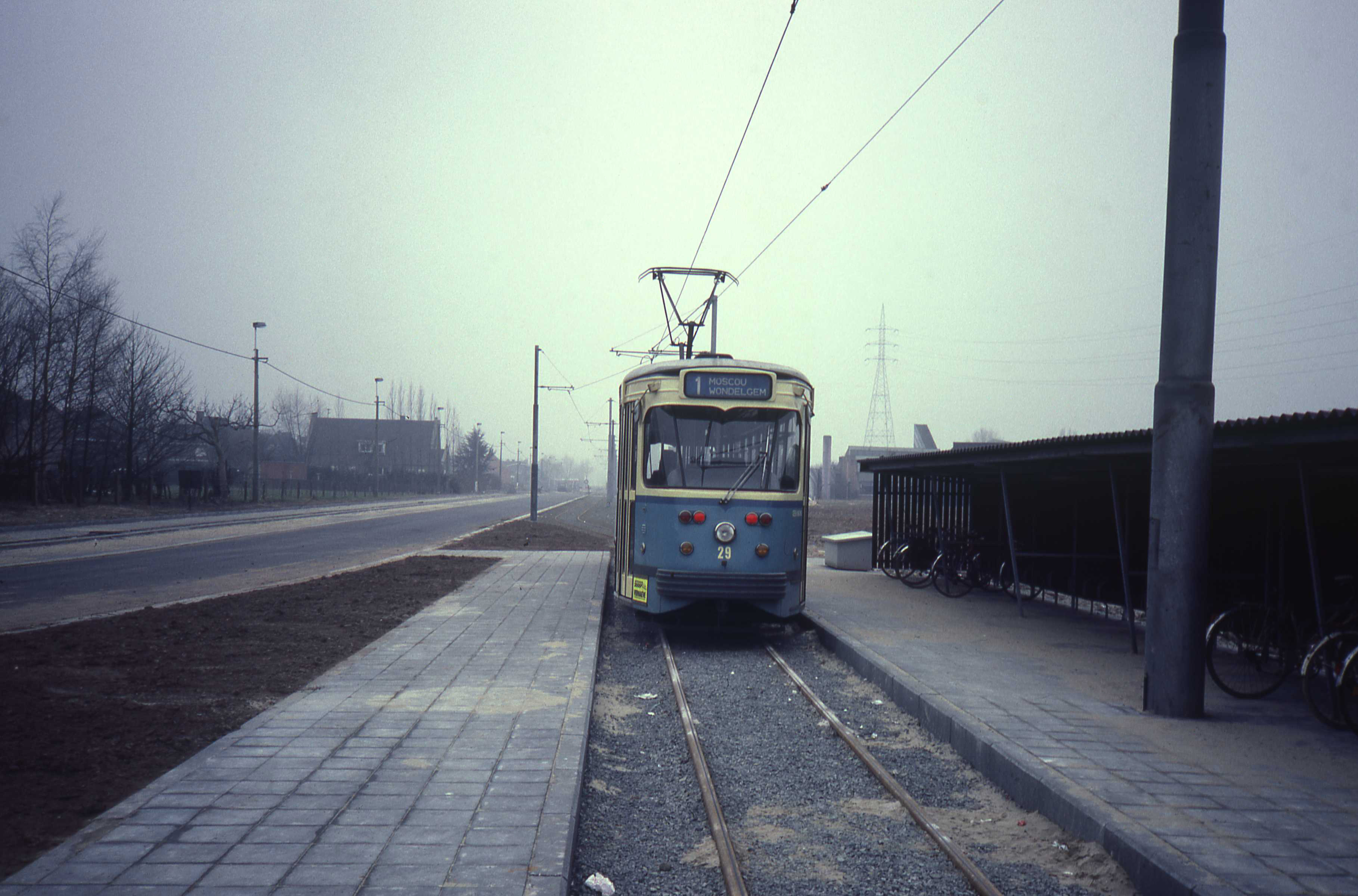
Pas geopend eindpunt in Wondelgem met de toen nog blauwe PCC's.

### Tussen 2011 en 2024

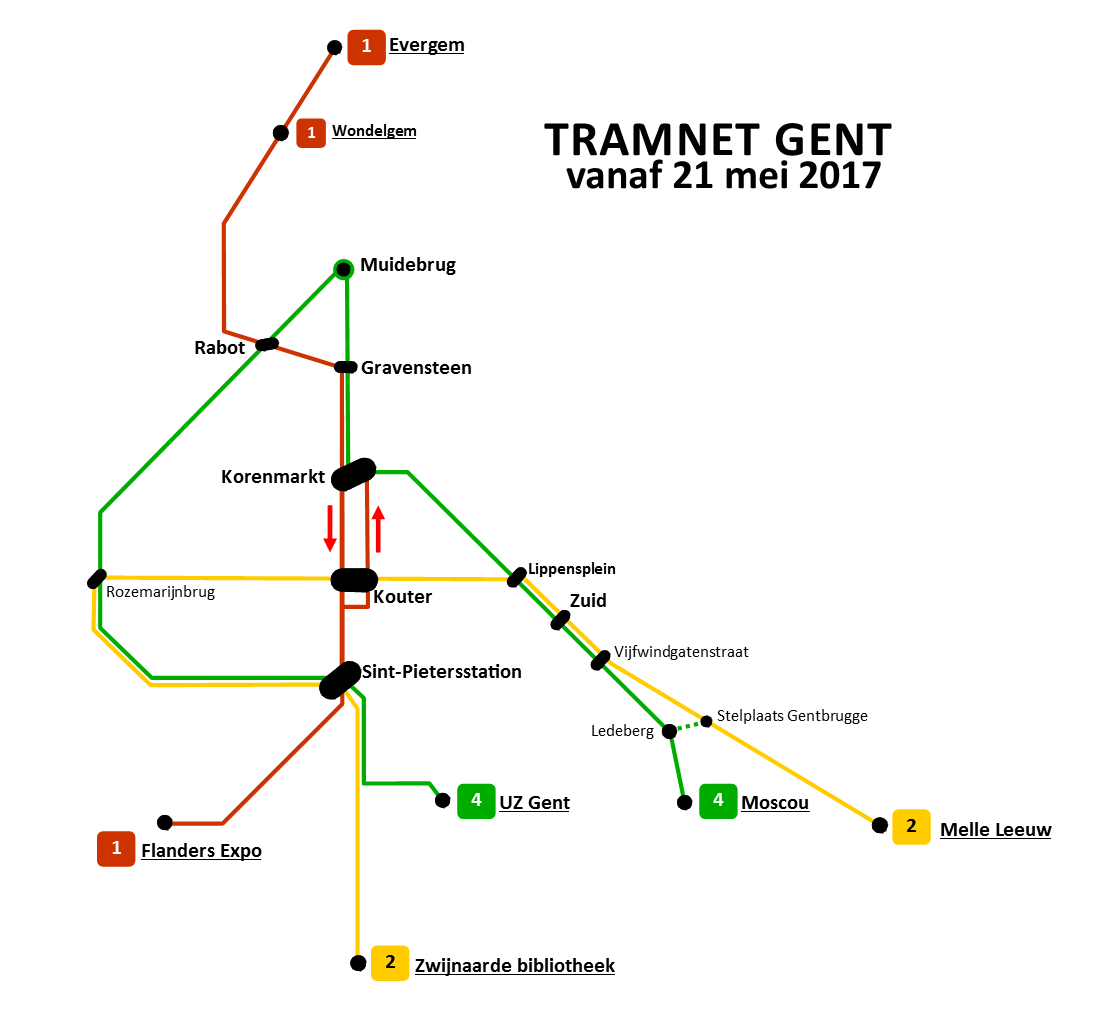
Lijnenschema van de Gentse tram tussen 21 mei 2017 en 5 januari 2024.

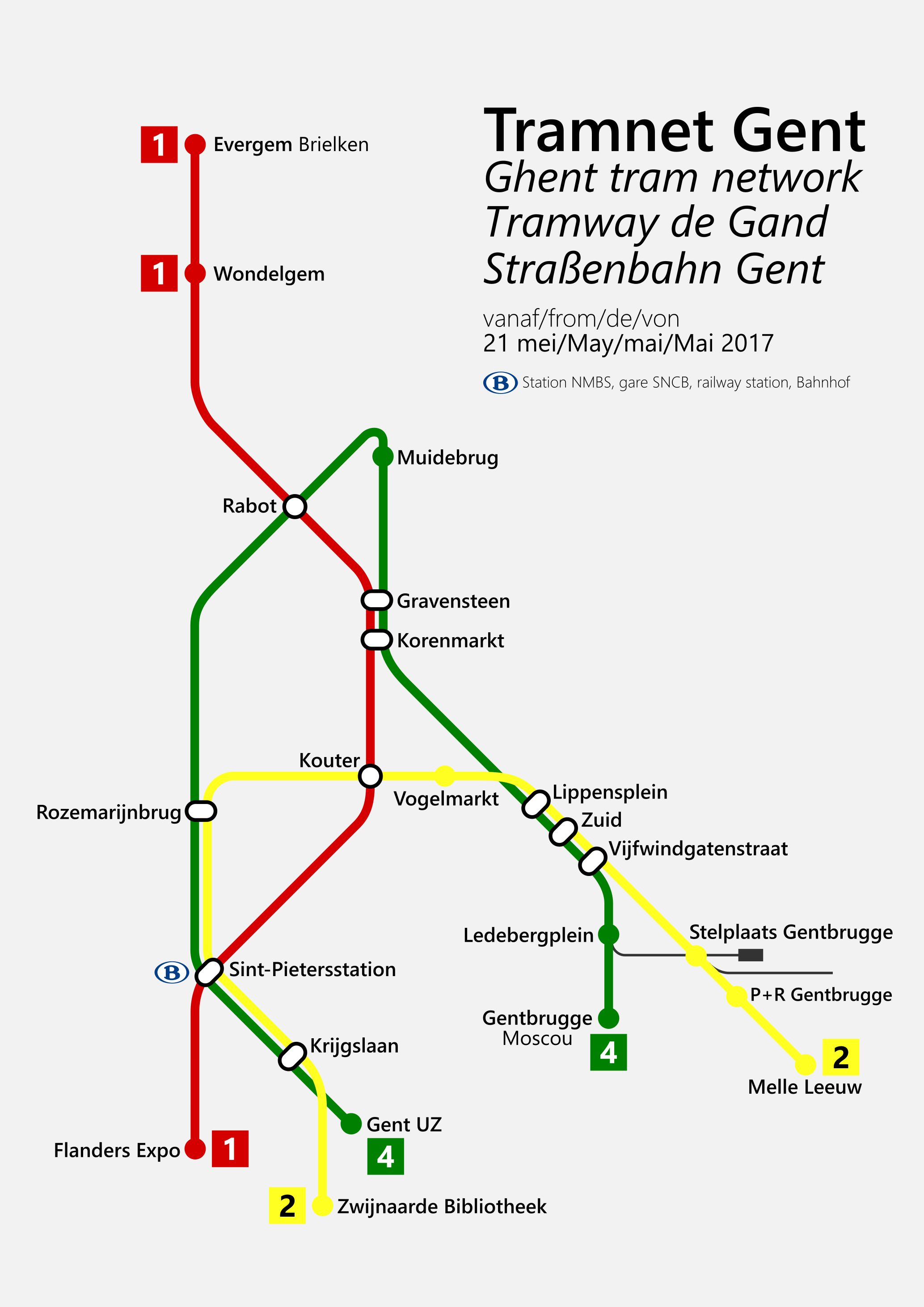

Tussen 2011 en 2017 waren er verschillende werken aan de gang voor de heraanleg van straten en het verlengen van tramlijnen. Deze werken hadden tot gevolg dat er aanzienlijke omleidingen waren voor de Gentse tramlijnen. De verschillen tussen het tramnet voor de werken (september 2011) en na de werken (mei 2017) zijn als volgt:
- Op 13 maart 2016 werd lijn 4 verlengd tot op de terreinen van het universitair ziekenhuis. Het ging om een verlenging van 800 meter met één nieuwe halte (de nieuwe terminus van lijn 4).
- Op 24 oktober 2016 werd lijn 21/22 verlengd tot Zwijnaarde Bibliotheek.
- Op 21 mei 2017 werd lijn 22 afgeschaft en lijn 21 vernummerd in lijn 2.

#### Heraanleg PAG-as (2011-2014 en 2022-2024)
Tussen september 2011 en juli 2014 werd de as Papegaaistraat – Annonciadenstraat – Gebroeders Vandeveldstraat, of kortweg de PAG-as, integraal vernieuwd. Tram 21/22, die langsheen het traject rijdt, werd gedurende de werken onderbroken. Het traject richting station / Zwijnaarde werd beperkt tot aan de Kouter en een extra tram 24 werd in het leven geroepen. Tram 4 neemt tijdens de werken aan de PAG-as en de BraVoKo-as (2014-2017) het traject van het Sint-Pietersstation naar Zwijnaardebrug van lijn 21/22 over. Tijdens de werken aan de Rozemarijnbrug, tussen februari en oktober 2012, werd het traject van tram 4 in twee geknipt en reed tram 24 tijdelijk tot aan het Rabot.
Als tweede fase werd in 2022 gestart met de heraanleg van de Coupure West tussen de Rozemarijnbrug en de Contributiebrug. Hierdoor werd tram 4 geknipt tussen de halte Brugsepoort en het Sint-Pietersstation.
| Lijn | Traject |
| ---- | --- |
|      | Flanders Expo - Sint-Pietersstation - Kouter - Korenmarkt - Rabot - Wondelgem Industrieweg - Evergem Brielken |
|      | Zwijnaardebrug - Sint-Pietersstation - Rozemarijnbrug - Rabot - Muide - Korenmarkt - Zuid - Moscou            |
|      | Kouter - Zuid - Stelplaats Gentbrugge - Melle Leeuw                                                           |
|      | Kouter - Zuid - Stelplaats Gentbrugge - Gentbrugge Dienstencentrum                                            |
|      | Sint-Pietersstation - Rozemarijnbrug - Rabot - Korenmarkt - Zuid - Stelplaats Gentbrugge - Melle Leeuw        |

#### Verlenging tramlijn 4 naar UZ Gent (maart 2016)
In 2014 startten de werken voor de verlenging van tramlijn 4. Tramlijn 4 volgt sinds 13 maart 2016 vanaf het station het zuidelijk traject van tram 21/22, tot aan het kruispunt van de Galglaan met de De Pintelaan. Van daar rijdt tram 4 door tot op het terrein van het UZ Gent. Aan de parkeergarage, ter hoogte van de nieuwe hoofdtoegang naar het UZ Gent, is een eindhalte voorzien met twee perrons en wachtaccommodatie voor de reizigers. De tram heeft een eigen bedding. Daar was ongeveer 800 meter dubbelspoor en bovenleiding voor nodig, samen met automatisch gestuurde wissels en een tractiestation. Bij de aanleg werden moderne geluids- en trillingsdempende technieken gebruikt.
De Lijn opteert om een studie op te starten voor een eventuele verdere doortrekking van het UZ Gent naar de Ghelamco Arena, dat anderhalve kilometer verderop ligt.

#### Verlenging tramlijn 21/22 naar Zwijnaarde (oktober 2016)

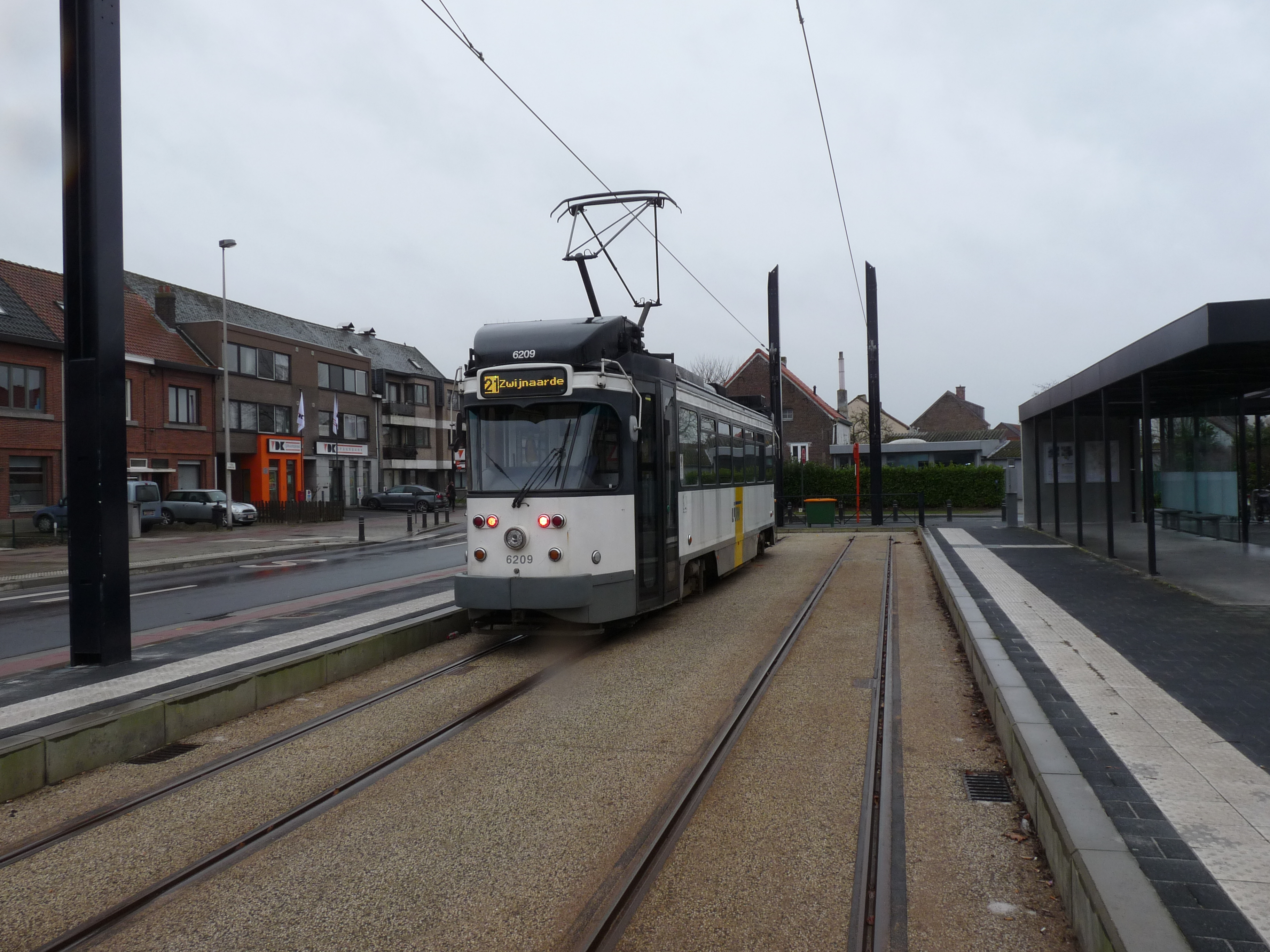
Eindhalte bibliotheek in Zwijnaarde.

De voorbereidende werken voor de verlenging van lijn 21/22 van Zwijnaardebrug naar Zwijnaarde Hekers, waaronder de vernieuwing van de nutsleidingen, vingen aan in 2012. De eigenlijke verlengingswerken werden aangevat op 16 september 2013. In een eerste fase werden de bruggen gebouwd en werd het deel tussen de oude eindhalte, aan de Gestichtstraat, en de nieuwe bruggen heraangelegd. Gelijktijdig werd aan het andere uiteinde van het project gestart met de aanleg vanaf de nieuwe eindhalte Hekers tot aan het kruispunt met de Tramstraat en de A. della Faillelaan. De heraanleg van de Heerweg-Noord en het kruispunt Heerweg-Noord, Tramstraat en A. della Faillelaan gebeurde in een tweede fase. De verlenging van ongeveer twee kilometer werd geopend op 24 oktober 2016.

#### Heraanleg BraVoKo-as (2014-2017)
Meteen na de heraanleg van de PAG-as werd op maandag 28 juli 2014 van start gegaan met de heraanleg van de aansluitende as Brabantdam – Vogelmarkt – Kouter, kortweg BraVoKo-as. De voorbereidende werken vingen aan op maandag 28 juli 2014, de eigenlijke werken startten begin 2015. Tram 21/22 bleef hierdoor nog voor minstens twee jaar onderbroken, tot begin 2017. Tijdens de werken werd tram 21 afgeschaft, werd tram 24 ingekort tot aan het Rabot en reed tram 22 van DC Gentbrugge via de Zuid en de Korenmarkt langs het traject van tram 1 naar het Sint-Pietersstation en spoorde daarna verder via Bijlokehof en de vernieuwde PAG-as naar de Kouter.
Na de ingebruikname van de tramverlenging van lijn 4 op het domein van het UZ Gent, werd tram 24 terug afgeschaft en deed tram 21 opnieuw zijn intrede. Lijn 21 verzorgde na vele jaren terug zijn oorspronkelijke traject van Melle Leeuw naar Zwijnaardebrug, later verlengd naar Zwijnaarde Bibliotheek.
De werken aan de BraVoKo-as werden beëindigd op zondag 21 mei 2017, waarna tramlijnen 21 en 22 hervormd en samengevoegd werden tot tram 2. De nieuwe tram 2 kreeg het oude traject van tram 21 van Melle Leeuw via de vernieuwde as Brabantdam – Kouter – Rozemarijnbrug en het Sint-Pietersstation naar Zwijnaarde, nu verlengd tot Zwijnaarde Bibliotheek. De korte antenne naar Gentbrugge Dienstencentrum van tramlijn 22 werd hierbij afgeschaft.

#### Heraanleg Brusselsesteenweg (2013-2016)
De voorbereidende werken voor de heraanleg van de Brusselsesteenweg tussen de kleine ring (R40) en de kruising met de Schooldreef, startten in het voorjaar van 2013. De eigenlijke heraanleg ving aan op maandag 5 mei 2014. De werken zullen in totaal 3,5 jaar duren en worden opgedeeld in 2 fases met telkens een aantal tussenfasen. De eerste fase omvatte het brede gedeelte van de Hoveniersstraat tot aan de Schooldreef en werd in het najaar van 2015 beëindigd. De tweede fase startte in het voorjaar van 2015 en omvat het smalle gedeelte tussen de Hoveniersstraat en de kleine ring. Tijdens deze tweede fase werd trambundel 21/22 (of 22/24) omgeleid via Ledebergplein, om dan via het tracé van tram 4 naar de Zuid te sporen. In het najaar van 2016 werd eveneens de Brusselsepoortstraat, die aansluit op de Brusselsesteenweg, hertekend en deels heraangelegd. De werken aan de Brusselsesteenweg en de Brusselsepoortstraat werden beëindigd op woensdag 21 december 2016.

#### Heraanleg Jozef Vervaenestraat (2021 - 2023)
Sinds eind 2017 rijdt tram 4 niet langer tot eindhalte Moscou door de slechte staat van de sporen en werd de eindhalte verplaatst naar de Ledebergstraat. Het resterende deel wordt met een pendelbus bediend. Sinds 2021 werken De Lijn en de stad aan de volledige heraanleg van de zone. In maart 2022 werden de werken echter opnieuw stilgelegd nadat bleek dat het opgepompte grondwater vervuild was. In oktober dat jaar konden de werken uiteindelijk hervat worden. De haltes op het traject worden ondertussen ook aangepast voor de langere Albatrostram. Eind september 2023 zouden de werken afgerond worden en kan tram 4 terug tot zijn vertrouwde eindhalte rijden.

### Geschiedenis sinds 2024

#### Nethervorming 2024
De tramlijnen tot en met 5 januari 2024:
| Lijn | Traject |
| ---- | --- |
|      | Flanders Expo – Sint-Pietersstation – Kouter – Korenmarkt – Rabot – Evergem Brielken                       |
|      | Zwijnaarde Bibliotheek – Sint-Pietersstation – Rozemarijnbrug – Kouter – Zuid – Melle Leeuw                |
|      | UZ Gent – Sint-Pietersstation – Rozemarijnbrug – Rabot – Muidebrug – Korenmarkt – Zuid – Gentbrugge Moscou |

Vanaf 6 januari 2024 is het traject tussen Sint-Pieterstation en Korenmarkt voor vier jaar buiten dienst.
Tramlijnen vanaf 6 januari 2024 tot einde werken Coupure (+/- juni 2024):
- Tramlijn 1 rijdt een alternatieve route vanaf Sint-Pietersstation tot Gentbrugge Stelplaats. Na de heraanleg van de Petercelle-as wordt het definitieve traject Flanders Expo - Muidebrug, via Verlorenkost en Korenmarkt.
- Tramlijn 4 rijdt een verkorte route tot het einde van de werken aan de Coupure. Enkel het traject tussen Gent UZ & Sint-Pietersstation wordt bediend.

| Lijn | Route                                                                            |
| ---- | -------------------------------------------------------------------------------- |
| T1   | Flanders Expo – Gent Sint-Pietersstation – Kouter – Zuid – Gentbrugge Stelplaats |
| T2   | Evergem – Wondelgem – Korenmarkt – Zuid – Melle Leeuw                            |
| T3   | Zwijnaarde Bibliotheek – Gent Sint-Pietersstation – Kouter – Zuid – Moscou       |
| T4   | Gent UZ – Gent Sint-Pietersstation – Muide – Lange Steenstraat                   |

#### Heraanleg Petercelle-as
Na jaren van oplapwerk van de kasseien in de Gentse Veldstraat, gaat vanaf 2024 de Petercelle-as Veldstraat - Koophandelsplein - Nederkouter - Verlorenkost - Kortrijksepoortstraat op de schop. Deze as is genoemd naar de Petercellepoort. Vanaf 6 januari 2024 rijden geen trams meer door deze straten. Vanaf 15 februari 2024 verdwijnen in de Veldstraat de kasseien en (gedurende 5 jaar) de tramsporen.  De voorbereidende werken gingen van start in september 2023, de eigenlijke werken starten pas begin 2025. Einde van de werken is voorzien in 2029.

## Geschiedenis buurtspoorwegen

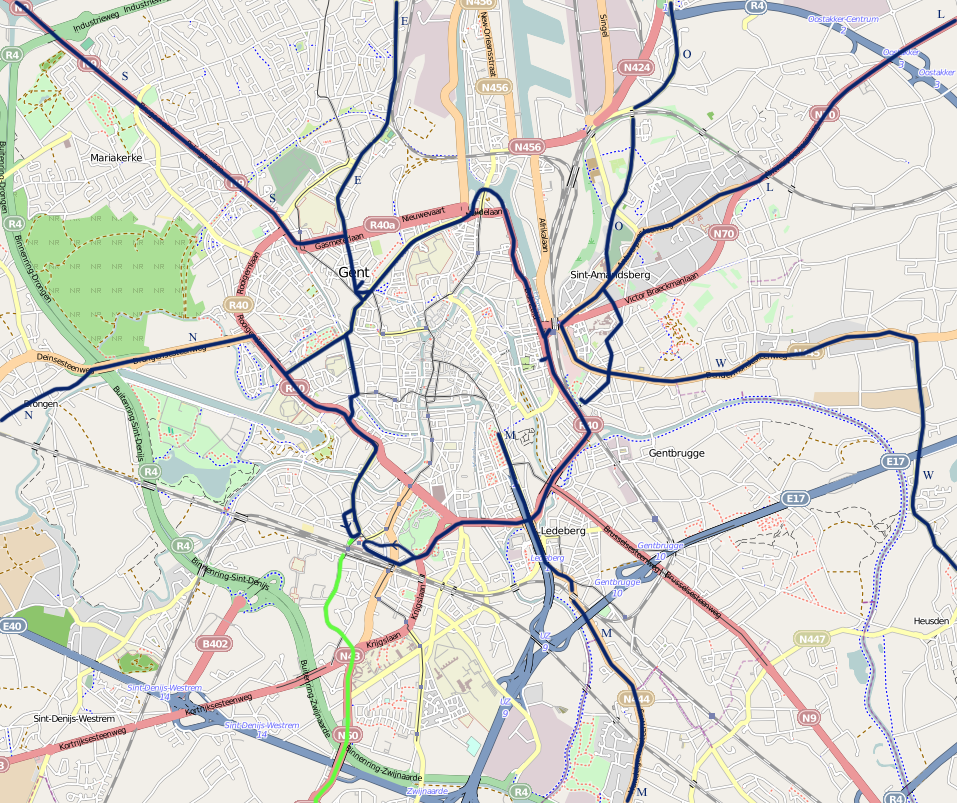
Buurtspoorwegnet in 1946.

Oorspronkelijk vertrokken de buurtspoorlijnen aan de rand van de stad, zijnde het Rabot, Heirnis, Sterre en Zuid. Twee lijnen zijn verpacht aan de Gentse stadstram maatschappij (ETG) en de meeste anderen aan de TUV (SA des Tramways Urbains et Vicinaux). Hieronder de openingdatums van de lijnen:

### Rabot (Westen)
Drie lijnen:
Lijn : Gent – Zomergem – Ursel
- 23-11-1886: Rabot – Lovendegem – Zomergem (Motje)
- 31-07-1887: Zomergem (Motje) – Zomergem (dorp)
- 02-10-1898: Zomergem (dorp) – Ursel
- In 1898: Gent Brugse Poort – Gent Rabot

Vanaf het begin uitgebaat door SA des Railways Economiques de Liège-Seraing et Extensions, vanaf 1898 door de ETG (Electrische Tramwegen van Gent)
en vanaf 1931 door de NMVB, voor het niet-elektrisch gedeelte voorbij Zomergem. De uitbating van de elektrische lijn S, is door de NMVB in 1955 teruggenomen.
Lijn : Gent – Evergem – Bassevelde
- 06-07-1910: Evergem – Bassevelde
- 01-10-1910: Gent Begijnhofbrug – Evergem
- 08-12-1910: Gent Rabot – Gent Begijnhofbrug

Vanaf het begin uitgebaat door S A Intercommunale du Vicinal Gent - Bassevelde SA vanaf 1919 door des Tramways Urbains et Vicinaux, vanaf 1919 door de NMVB.
Lijn : Gent – Drongen – Nevele – Ruiselede
- 06-06-1909: Rabot – Drongen
- 15-10-1909: Drongen – Drongen (Baarle)
- 20-11-1910: Drongen (Baarle) – Sint-Martens-Leerne
- 26-12-1910: Sint-Martens-Leerne – Vosselare
- 28-01-1911: Vosselare – Nevele
- 29-02-1912: Nevele – Ruiselede

Vanaf het begin uitgebaat door SA des Tramways Urbains et Vicinaux, vanaf 1919 door de NMVB.

### Heirnis (Oosten)
Dit eindpunt was dicht bij het Dampoort. Drie lijnen:
Lijn : Gent – Zaffelare
- 06-05-1888: Heirnis – Heirnisplein – Schoolstraat – Sint-Amandsberg – Oostakker – Zaffelare

Vanaf het begin uitgebaat door SA des Tramways Urbains et Vicinaux, vanaf 1919 door de NMVB.
Lijn : Gent – Wetteren – Hamme (Oost-Vlaanderen)|Hamme
- 17-04-1891: Sint-Amandsberg (Heirnis) – Destelbergen – Heusden – Laarne – Wetteren Liefkenshoek – Kalken – Overmere – Zele – Hamme
- 01-05-1902: Wetteren Liefkenshoek – Wetteren Station

Vanaf 1893 uitgebaat door SA des Vicinaux en Flandres, vanaf 1911 door SA des Tramways Urbains et Vicinaux, vanaf 1919 door de NMVB.
Lijn : Gent – Lochristi
- 20-08-1903: Gent-Dampoort – Lochristi

Vanaf het begin uitgebaat door SA des Vicinaux en Flandres, vanaf 1904 door SA des Tramways Urbains et Vicinaux, vanaf 1919 door de NMVB.

### Zuiden
Twee lijnen in het Zuiden:
Lijn : Gent – Merelbeke
- 16-01-1898 Ledeberg (Sint-Lievensbrug) – Merelbeke (kerk).
- 01-07-1899: Gent (Zuid-station) – Ledeberg (Sint-Lievensbrug) – Merelbeke (kerk).

Deze lijn werd op 1 december 1901 als eerste tramlijn in Gent, bij wijze van experiment, geëlektrificeerd.
Vanaf het begin uitgebaat door SA des Railways Economiques de Liège-Seraing et Extensions, vanaf 1899 door de ETG (Electrische Tramwegen van Gent) en vanaf 1954 door de NMVB
Lijn : Gent – Geraardsbergen
- 23-06-1907 Merelbeke – Sint-Lievens-Houtem – Herzele
- 01-05-1912 Herzele – Geraardsbergen
- 11-10-1913 Gent Sterre – Zwijnaarde – Merelbeke
- 01-04-1925 Gent Sint-Pieters – Gent Sterre

Vanaf het begin uitgebaat door SA des Chemins de Fer Provinciaux, vanaf 1918 door de NMVB.

### Elektrificatie en doortrekking van lijnen
Alle buurtwegspoorlijnen rond Gent, behalve de lijn naar Geraardsbergen en de al eerder geëlektrificeerde lijn naar Merelbeke, werden in de begin jaren 1930 geëlektrificeerd. Tevens werden de lijnen doorgetrokken van de eindpunten naar het Sint-Pietersstation. Hierdoor ontstond het volgend elektrisch tramnet:
- N: Station Gent-Sint-Pieters – Bijlokenhof – Rooigemlaan – Drongen Baarle – Ruiselede
- S: Station Gent-Sint-Pieters – Bijlokenhof – Rabot – Lovendegem – Zomergem kerk
- E: Station Gent-Sint-Pieters – Bijlokenhof – Rabot – Wondelgem – Evergem dorp
- O: Station Gent-Sint-Pieters – Sint-Lievenspoort – Dampoort – Sint-Amandsberg – Oostakker Lourdes – Oostakker dorp
- L: Station Gent-Sint-Pieters – Sint-Lievenspoort – Dampoort – Sint-Amandsberg – Lochristi
- W: Station Gent-Sint-Pieters – Sint-Lievenspoort – Dampoort – Destelbergen – Heusden – Wetteren
- M: Zuid – Sint-Lievenspoort – Ledeberg – Merelbeke kerk (reed al sinds 1901)

Er waren nog diverse korttrajectdiensten en stoomtrams (later motortrams) die verder reden op niet-geëlektrificeerde lijnen. Meestal moesten de reizigers bij het elektrisch eindpunt overstappen, maar in de spits waren er wel rechtstreekse diensten vanuit de oude eindpunten in Gent. In de stad reden de buurtspoorwegtrams grotendeels op de stadstramlijnsporen. Voor de goederentrams en diensttrams is er een elektrische verbinding aangelegd tussen het Rabot en Dampoort langs Muide.

### Stelplaatsen
Het netwerk heeft een bijzondere stelplaats - Gentbrugge, bij de halte Gentbrugge Stelplaats. Vanwege de ontwikkeling van het netwerk werd deze te klein en worden de trams geparkeerd op sporen onder de autosnelweg E17.
Er waren meerdere stelplaatsen in gebruik:
- Heirnis (de enige in de stad zelf)
- Mariakerke (gebruikt voor de lijnen in het Westen)
- Merelbeke (eindpunt lijn M)
- Ruiselede (eindpunt lijn N)
- Lochristi (eindpunt lijn L)

### Opheffing
De eerste buurtspoorlijn die in de stad Gent werd opgeheven was in 1954 de niet-elektrische lijn naar Geraardsbergen. Daarna kwamen de elektrische lijnen aan de beurt: (reizigersvervoer)
- 30-04-1955: lijn M (Merelbeke)
- 28-09-1957: lijnen O (Oostakker), L (Lochristi)
- 27-09-1958: lijn W (Wetteren)
- 29-12-1958: Goederen/dienstlijn Rabot – Muide – Dampoort, goederenaansluiting Dampoort – Slachthuis
- 30-05-1959: lijnen Z (Zomergem), E (Evergem), N (Ruiselede)

## Toekomstplannen

### Tramlijn 7
In Het Laatste Nieuws van 2 oktober 2008 werd aangekondigd dat busbundel 7x (Sint-Denijs-Westrem – Sint-Pietersstation – Dampoortstation) zal worden vervangen door een tramlijn. Uiteindelijk zou de lijn moeten doorrijden naar Lochristi. De uitvoering van de plannen was ten vroegste voor 2013-2015 gepland. Voor een deel betreft het een terugkeer op oude tracés: tramlijn 7 reed ooit van het Sint-Pietersstation via de Dampoort naar Sint-Amandsberg en Darsen, terwijl de route Gent – Sint-Amandsberg – Lochristi werd bediend door trams van de NMVB.
In november 2013 werd het traject grotendeels vastgelegd: vanaf de Kortrijksesteenweg aan de Drie Sleutels in Sint-Denijs-Westrem langs het bestaande traject van lijn 1 in de Voskenslaan naar het Sint-Pietersstation, vervolgens over de Heuvelpoort naar de Zuid en via Sint-Anna en de Kasteellaan naar de Dampoort. Voor sommige deeltrajecten, zoals Zuid – Sint-Anna – Kasteellaan, worden nog verschillende mogelijkheden open gehouden. Waar en hoe de tram aan de Dampoort moet eindigen, wordt ook nog bestudeerd. Men voorzag de eerste werkzaamheden ten vroegste begin 2016. In begin 2019 is de goedkeuring gegeven voor het project. In 2020 maakte minister van mobiliteit en openbare werken Lydia Peeters bekend dat de omgevingsvergunning in 2021 zou aangevraagd worden en dat de eerste tram in 2024 over de nieuwe sporen zou moeten rijden. De kosten worden geraamd op 108 miljoen euro, waarvan 80 miljoen zou geïnvesteerd worden door middel van een Publiek-private samenwerking. In 2022 werd aangekondigd dat de vertramming samen met de verlenging van Tramlijn 4, de ondertunneling van de Heuvelpoort en de ondertunneling van de Dampoort zullen worden uitgevoerd. Deze werken worden sindsdien gebundeld onder de noemer Gentspoort. Alle werken zouden in 2027 starten.

### Tram Mariakerke - Dampoort
Het was rond de jaren 2010 de bedoeling dat ook buslijn 3 (Gentbrugge Meersemdries – Mariakerke Post), die van 1989 tot 2009 met trolleybussen werd geëxploiteerd, zou terugkeren als tram. Er was daarvoor een voorstudie. Tijdens de heraanleg van de Korenmarkt is er al een klein stuk tramroute aangelegd op de Sint-Michielsbrug en ook in de bocht naar de Belfortstraat en de Belfortstraat zelf werden tramsporen aangelegd bij de heraanleg (2015-2016). Verdere voortgang bleef uit en de Vlaamse overheid wil eerst tramlijn 7 aanleggen Het nummer T3 werd vanaf 2024 overigens gebruikt voor een andere tramlijn.

### Stelplaats Wissenhage
Sinds het begin van de jaren 2000 is er sprake van de bouw van een nieuwe tram- en busstelplaats Wissenhage, gelegen tussen het Verbindingskanaal en spoorlijn 58. De nieuwe stelplaats wordt met het Gentse tramnet verbonden via de Gaardeniersbrug over het verbindingskanaal. Deze tram- en fietsbrug werd al in 2010 opgeleverd, maar wordt voorlopig enkel gebruikt door fietsers en voetgangers. De werken voor de nieuwe stelplaats waren oorspronkelijk gepland voor 2007 maar allerhande problemen van grondverwerving, sanering, geweigerde omgevingsvergunning, ... leidden ertoe dat de nog te bouwen stelplaats zeker niet voor 2027 in gebruik zal genomen worden.

### Verdere plannen
Gelijktijdig met de nieuwe tramlijn 7 wil De Lijn ook tramlijn 4 doortrekken van de Muide via Dok-Noord en het Stapelplein naar de Dampoort. Daardoor zou er een tramring rond Gent ontstaan. De Lijn wil diezelfde lijn ook van het eindpunt Moscou in Gentbrugge verlengen naar het centrum van Merelbeke, via het station van Merelbeke en de Florawijk.
Verder wil men op lange termijn tramlijnen aanleggen naar de Muide, Lochristi, Melle en Oostakker. Deze plannen zijn echter nog niet concreet.

## Materieel

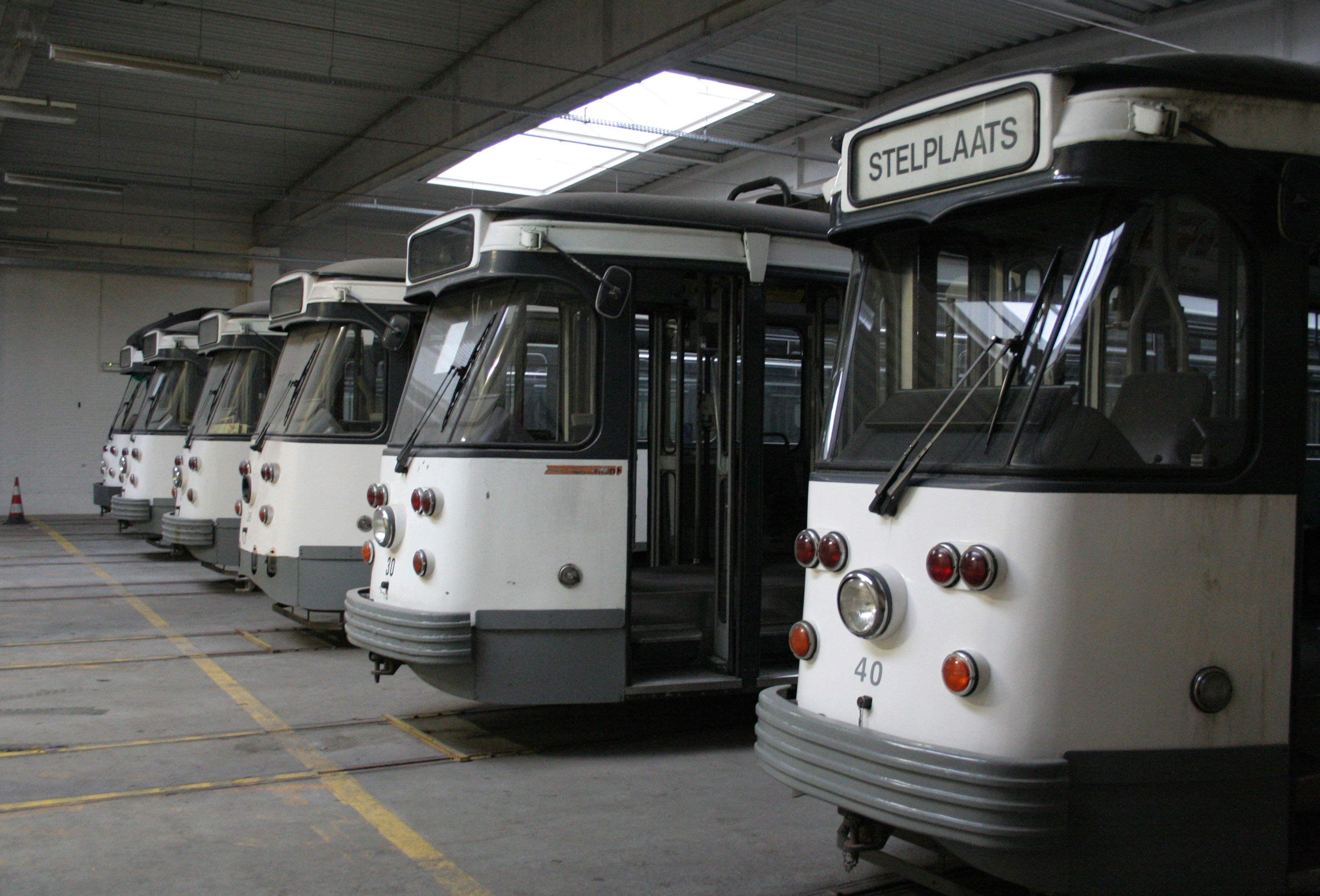
Een deel van de PCC-cars is buiten dienst gesteld.

Het Gentse tramnet wordt bereden door:
- 3 PCC2-trams (6206, 6208 en 6209), de rest staat gesteld of werd verkocht.[22] 5 Gentse PCC2-trams rijden sinds 2018 op lijn 12 in Antwerpen. Er werden 54 PCC-trams (6200-serie) tussen 1971-74 gebouwd bij La Brugeoise et Nivelles (BN) in Brugge, hiervan zijn 21 PCC's (6202 tot 6223) gerenoveerd (tot PCC2).[bron?] Hierbij kregen deze PCC's nieuwe zwenkschuifdeuren.[23] In 2007 werden er 11 buiten dienst gesteld, in 2011 nog eens 1. Bij de levering van de Albatrostrams gingen opnieuw heel wat PCC's aan de kant.
- 41 lagevloertrams (6300-serie) van het type HermeLijn1 (6301-6314) HermeLijn2A (6315-6331) HermeLijn2B (6332-6341). Tussen 2005 en 2022 werden in de zomer enkele trams uitgeleend aan de Kusttramlijn.
- 26 lange lagevloertrams (supertrams) van het type Albatros (6351-6376); deze worden vooral ingezet op lijn 1, maar ook (minder vaak) op lijn 4.

De Gentse tram is het enige van de drie Vlaamse tramnetten (Antwerpen, Gent en Kust) dat reguliere kopeindpunten heeft. Om deze reden worden er uitsluitend tweerichtingstrams ingezet.
In de jaren 1990 werd wegens materieeltekort een tiental tweedehands Duewag-trams uit het Duitse Bochum aangekocht. Deze deden slechts 4 jaar dienst en werden daarna verkocht als metaalschroot.

### Albatros

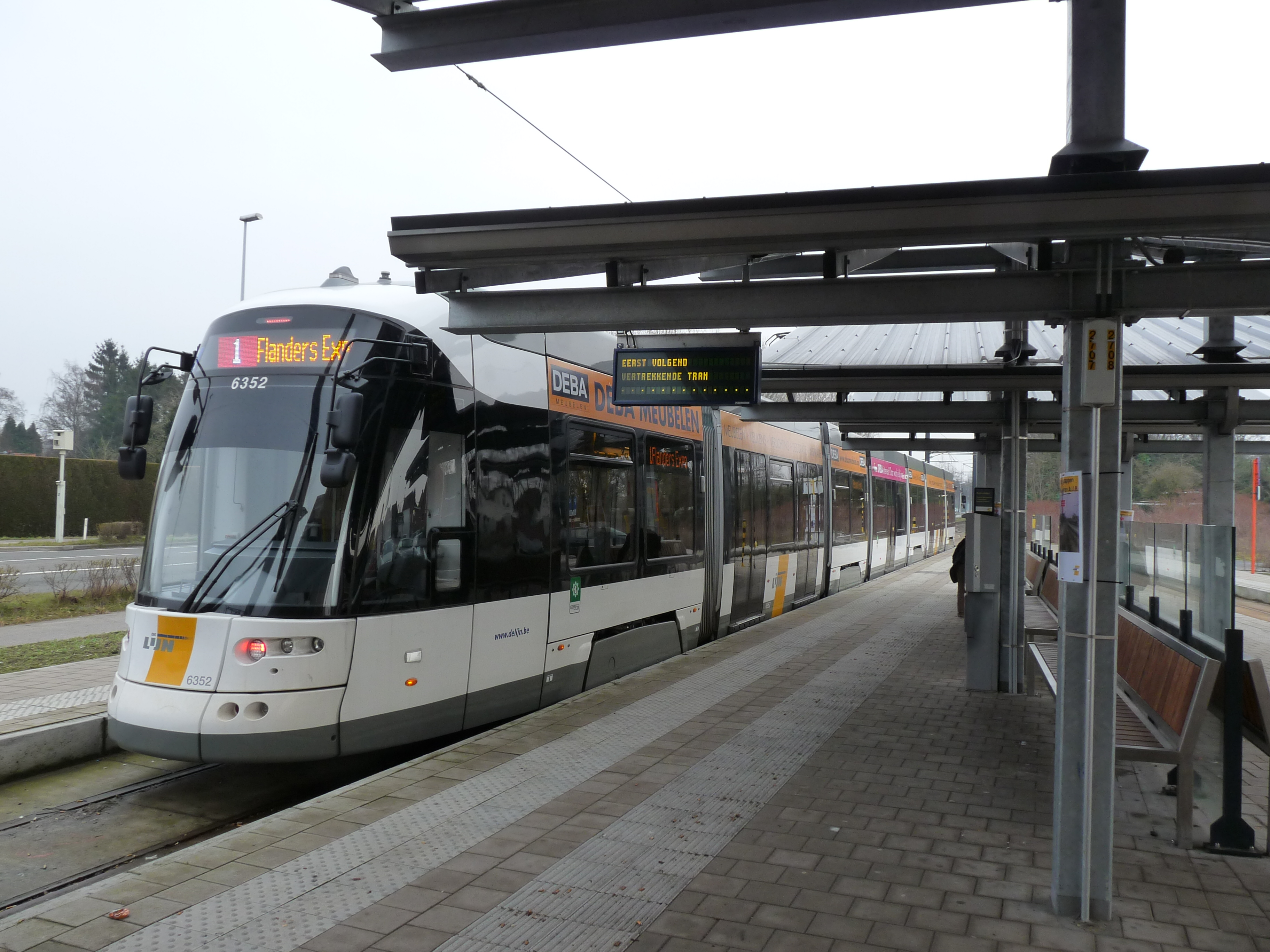
De eindhalte Evergem Brielken met een Albatrostram; 12 februari 2017.

In augustus 2012 maakte De Lijn bekend een order voor 48 trams te hebben geplaatst bij de rollend materieelproducent Bombardier Transportation. Het gaat om 20 lange lagevloertrams, 10 voor Antwerpen en 10 voor Gent, en 28 lagevloertrams van de nieuwste generatie voor Antwerpen. Goed voor een investering van 128,6 miljoen euro. De lange lagevloertrams, toen aangeduid met de naam supertram, zijn van het type Flexity 2, tellen zeven wagendelen, meten 42,7 meter en kunnen 378 reizigers vervoeren. Ze zijn twee wagendelen of een derde (11,2 meter) langer dan hun kleinere broers de HermeLijns. De allereerste supertram arriveerde tijdens de nacht van 10 op 11 december 2014 in de stelplaats van Gentbrugge. In de lente van 2015 werden de eerste 10 nieuwe Gentse trams geleverd. Op maandag 11 mei 2015 werden de 10 trams in dienst genomen op lijn 1 en maakte De Lijn de naam bekend van de nieuwe supertram. Na een wedstrijd werd Albatros verkozen als naam voor de tram.
|  |  |  |